# Instalaciones Ecuestres Olímpicas de Hong Kong

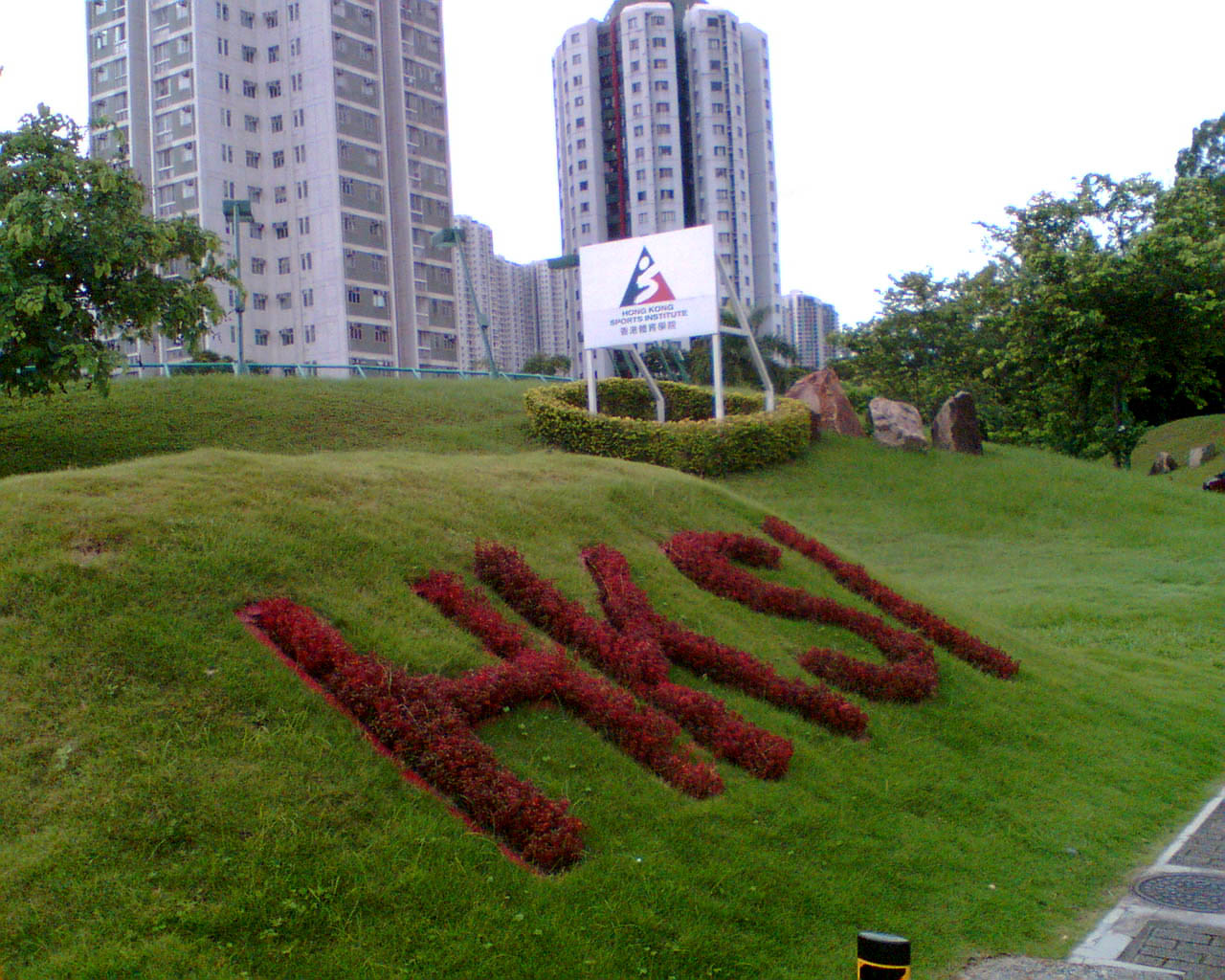
Instalaciones del Hong Kong Sports Institute.

El Centro Ecuestre Olímpico de Hong Kong es un conjunto de instalaciones deportivas de Hong Kong (China), utilizadas para la práctica de los deportes ecuestres. Durante los Juegos Olímpicos de 2008, se constituyó como la sede de las competiciones de equitación. 
- El Centro Ecuestre Olímpico de Sha Tin albergó en su estadio principal (con capacidad para 18.000 espectadores) las competiciones de saltos ecuestres y de doma.

- Las instalaciones del Club Campestre Beas River vieron la prueba de campo a través del concurso completo, en un recorrido de 5,7 km trazado especialmente para el evento.